# Relevancia (Derecho)
La relevancia, en el Derecho común (common law) de la prueba, es la tendencia de un elemento de prueba determinado a probar o refutar uno de los elementos legales del caso, o a tener valor probatorio para hacer más probable o no uno de los elementos del caso. Probatorio es un término utilizado en derecho para significar "que tiende a probar". Las pruebas probatorias "buscan la verdad". Por lo general, las pruebas que no son probatorias (no tienden a probar la proposición para la que se ofrecen) son inadmisibles y las reglas de la prueba permiten que se excluyan de un procedimiento o se eliminen del acta "si el abogado de la parte contraria lo objeta". Una prueba de equilibrio puede entrar en escena si es necesario sopesar el valor de la prueba frente a su naturaleza perjudicial.

## Bajo las Reglas Federales de Evidencia (Estados Unidos)
Hasta que las Reglas Federales de Evidencia fueron reformuladas en 2011, la Regla 401 definía la relevancia de la siguiente manera::
"Prueba relevante" significa una prueba que tiene cualquier tendencia a hacer que la existencia de cualquier hecho que es de importancia para la determinación de la acción sea más probable o menos probable de lo que sería sin la prueba.
Esta definición incorpora el requisito de que las pruebas sean materiales ("de importancia para la determinación de la acción") y tengan valor probatorio ("que tengan alguna tendencia a hacer que la existencia de cualquier hecho [material]... sea más probable o menos probable de lo que sería sin las pruebas"). Sin embargo, la nueva Regla 401 separa estos conceptos tradicionales para que la regla sea más clara y fácil de entender. El lenguaje modificado esencialmente reescribe la regla como una prueba, en lugar de una definición, de relevancia:
 Una prueba es relevante si:
(a) tiene cualquier tendencia a hacer que un hecho sea más o menos probable de lo que sería sin la prueba; y

(b) el hecho tiene consecuencias para la determinación de la acción.

### Las pruebas y la materia debidamente probada
Según las notas del Comité Asesor designado para redactar las Reglas Federales de la Prueba,
La pertinencia (o relevancia) no es una característica inherente a ningún elemento de prueba, sino que sólo existe como una relación entre un elemento de prueba y un asunto debidamente probado en el caso.
El Tribunal de Estados Unidos de Apelaciones para el Circuito del Distrito de Columbiaexplica el concepto de "materia propiamente demostrable" de la siguiente manera::
El paso inicial para determinar la relevancia es, por tanto, identificar la "materia propiamente demostrable". Como explicó el profesor James en un artículo muy apreciado, "para descubrir la relevancia de una prueba ofrecida hay que descubrir primero para qué proposición se supone que es relevante".

### Pertinencia y admisibilidad
En general, las pruebas pertinentes son admisibles.  Sin embargo, las pruebas relevantes no son admisibles si están prohibidas por la Constitución, por una ley del Congreso, por las Reglas Federales de la Prueba o por las reglas prescritas por el Tribunal Supremo..  En virtud de las Reglas Federales de la Prueba, las pruebas pertinentes pueden ser excluidas por los siguientes motivos.

#### La pertinencia está requerida pero no puede ser suficiente
Regla 402. Admisibilidad general de las pruebas pertinentes
Las pruebas pertinentes son admisibles a menos que alguna de las siguientes disposiciones disponga lo contrario:
- La Constitución de Estados Unidos;
- Un estatuto federal;
- Estas reglas; o
- Otras reglas prescribitas por el Tribunal Supremo.

La evidencia irrelevante no es admisible. 
La pertinencia es normalmente una condición necesaria, pero no suficiente, para la admisibilidad de las pruebas. Por ejemplo, las pruebas relevantes pueden ser excluidas si su tendencia a probar o refutar un hecho se ve fuertemente superada por la posibilidad de que la prueba perjudique o confunda al jurado.

### Inadmisible versus evidencia excluida
FRE 402 se refiere a la prueba relevante como "inadmisible" si "se establece de otro modo" en varias fuentes de Derecho.  Sin embargo, FRE 403 se refiere a la "exclusión de pruebas relevantes". Está claro que las pruebas excluidas en virtud de FRE 403 son inadmisibles. Sin embargo, no está claro que las pruebas inadmisibles se consideren "excluidas" en el sentido de las Reglas Federales de la Prueba..

### Exclusión de evidencia pertinente
De acuerdo con la Regla 403 de las Reglas Federales de la Prueba, las pruebas relevantes pueden ser excluidas si su valor probatorio es sustancialmente superado por el peligro de uno o más de los motivos de exclusión enumerados. Los motivos de exclusión son:
- Prejuicio injusto
- Confundir los asuntos o cuestiones
- Engañar al jurado
- Retraso indebido
- Malgasto o pérdida de tiempo
- Presentación innecesaria de pruebas acumulativas

En una hipótesis ejemplificativa, si 100 testigos vieron el mismo accidente y cada uno de ellos dio aproximadamente la misma descripción del suceso, el testimonio de cada uno sería igualmente relevante, pero sería una pérdida de tiempo o una presentación innecesaria de pruebas acumulativas hacer que los 100 repitan los mismos hechos en el juicio.

### Preservación del asunto
Para preservar el error legal para su revisión, deben plantearse objeciones. A menudo las objeciones contra la introducción de pruebas se hacen sobre la base de la relevancia. Sin embargo, las normas y los dictámenes demuestran que las pruebas pertinentes incluyen una parte importante de las pruebas típicamente ofrecidas. Dado que las objeciones deben ser específicas y oportunas, la mera objeción basada en la relevancia, sin más, puede impedir la revisión del error legal en la apelación..  Más concretamente, hacer una objeción basada en la "relevancia" no preserva un error basado en la Regla 403..  Los casos que carecen de objeciones específicas y oportunas se denominan a veces "registros pobres" porque los errores cometidos por el tribunal inferior no pueden ser revisados en la apelación.

### Preocupaciones de política pública
Una serie de políticas sociales operan para excluir pruebas relevantes. Así, hay limitaciones en el uso de pruebas de seguros de responsabilidad civil, de medidas correctoras posteriores, de ofertas de acuerdo y de negociaciones de declaraciones de culpabilidad, principalmente porque se piensa que el uso de tales pruebas disuade a las partes de contratar seguros, de arreglar condiciones peligrosas, de ofrecer acuerdos y de declararse culpables de delitos, respectivamente.

## Canadá
El sistema judicial canadiense utiliza el término "probatorio", que también significa "demostrar que es digno".

### Historia de doctrina legal
En 1970, el Tribunal Supremo de Canadá se ocupó de la discreción de exclusión en el sistema judicial. En el caso R. v. Wray, el término "valor probatorio" se utiliza para explicar que "los jueces en los casos penales no tienen la discreción de excluir las pruebas por la forma en que se obtuvieron".
 "La discreción del juez de primera instancia para excluir pruebas admisibles no se extiende más allá de su deber de garantizar que la mente del jurado no se vea perjudicada por pruebas de escaso valor probatorio, pero de gran efecto perjudicial. La exclusión de una prueba por el hecho de que, aunque su valor probatorio era incuestionable, se obtuvo por métodos que el juez considera injustos, no tiene nada que ver con su deber de garantizar un juicio justo para el acusado."
- — 
La única discreción para excluir una prueba se basa en la ponderación del valor prejudicial y el valor probatorio. Cuando se considera la exclusión de la prueba material:
 "...un juez debe determinar el valor de la prueba basándose en la fiabilidad y la fuerza de la inferencia a la que condujo, contra el coste que presenta dicha prueba, incluyendo cosas tan diversas como los aspectos prácticos de su presentación, la equidad para las partes y los testigos, y el efecto potencialmente distorsionador que la prueba puede tener en el resultado del caso." Los jueces pueden enfrentarse a la necesidad de sopesar el valor probatorio frente al impacto prejudicial en casi cualquier caso. Una parte de esto se simboliza con una balanza y representa la justicia.

## Australia
La normativa australiana en materia de pruebas es una mezcla de leyes y Derecho consuetudinario (common law). Cuenta con una Ley de Pruebas uniforme (UEA o la "Ley") que consta de leyes de la Commonwealth, Nueva Gales del Sur, Victoria, Tasmania, el Territorio de la Capital Australiana, el Territorio del Norte y la Isla de Norfolk. Las normas sobre la prueba tienen por objeto garantizar que los juicios penales se celebren de manera justa para ambas partes en el proceso, centrándose especialmente en la prueba de los indicios.

### Pertinencia y Admisibilidad
Según el juez Barwick en el caso Wilson,  "la regla fundamental que rige la admisibilidad de las pruebas es que sean pertinentes. En todos los casos, la prueba ofrecida debe ser llevada a esa piedra de toque".
El esquema del capítulo 3 de la Ley trata de la admisibilidad de las pruebas.  Las pruebas pertinentes son generalmente admisibles, y las irrelevantes son inadmisibles.  Una prueba es relevante si es una prueba que, de ser aceptada, podría afectar racionalmente (directa o indirectamente) a la valoración de la probabilidad de un hecho en cuestión en el procedimiento..  Dado que las pruebas relevantes tienen la capacidad de afectar a la evaluación de la probabilidad de la existencia de un hecho en cuestión, son "probatorias".  Esta determinación se conoce como relevancia lógica. La relevancia lógica sólo requiere que las pruebas tengan una conexión lógica con los hechos en cuestión. Pero ni el artículo 55 ni el 56 de la Ley exigen que la prueba sea probatoria en un grado determinado para que sea admisible. Las pruebas que sólo tengan un cierto valor probatorio, aunque sea mínimo, serán admisibles, al igual que en el Derecho común (common law). Por lo tanto, la prueba es relevante o no lo es y si la prueba no es relevante, no se plantea ninguna otra cuestión sobre su admisibilidad. Sin embargo, la relevancia lógica no es suficiente para establecer la posible admisibilidad de la prueba y todavía es posible que la prueba sea inadmisible. Esta determinación se conoce como "relevancia jurídica", en contraposición a la relevancia lógica, y establece una prueba exigente para la exclusión discrecional (pero no obligatoria) cuando su valor probatorio es sustancialmente superado por el peligro de que la prueba pueda ser injustamente perjudicial. Una vez establecida la pertinencia jurídica de la prueba, los principios de exclusión y las excepciones a esos principios también se han de tener en cuenta.

### Pertinencia y Fiabilidad
La fiabilidad tiene en cuenta la fuerza probatoria de la prueba (la relevancia jurídica), más que la capacidad de la prueba para afectar a la probabilidad de la existencia de un hecho en cuestión (la relevancia lógica).